# 旧八百津発電所資料館
旧八百津発電所資料館（きゅうやおつはつでんしょしりょうかん）は、岐阜県加茂郡八百津町にある博物館である。廃止された旧八百津発電所を活用した資料館であり、1978年（昭和53年）に「八百津郷土館」として開館、1998年（平成10年）の重要文化財指定を機に現名称となった。老朽化のため2018年（平成30年）より休館中。

## 概要
旧八百津発電所は、1911年（明治44年）に当時の名古屋電灯により竣工し、関西電力によって1974年（昭和49年）に廃止されるまで、木曽川に存在した水力発電所である。廃止後、地元八百津町が旧八百津発電所の保存について関西電力に申し込み、1978年（昭和53年）に旧発電所施設を譲り受け、同年5月「八百津町郷土館」として公開を始めた。その後1998年（平成10年）4月20日より「旧八百津発電所資料館」として開館したが、耐震強度不足のため2018年（平成30年）12月29日より休館中である。耐震化工事の計画は未定。
旧八百津発電所施設の文化財指定は、1975年（昭和50年）6月17日付の建物2棟と発電機1基の八百津町有形文化財指定が端緒。1977年（昭和52年）11月18日には建物と発電機が岐阜県重要文化財に指定される。国の重要文化財に指定されたのは1998年5月1日付で、初め発電所本館と付属の放水口発電所施設が対象とされ、2005年（平成17年）7月22日付で上部水槽・余水路および敷地内の門柱・煉瓦塀・擁壁・管理用階段も追加指定された。その後も2007年（平成19年）11月30日に経済産業省の「近代化産業遺産」に認定されている。

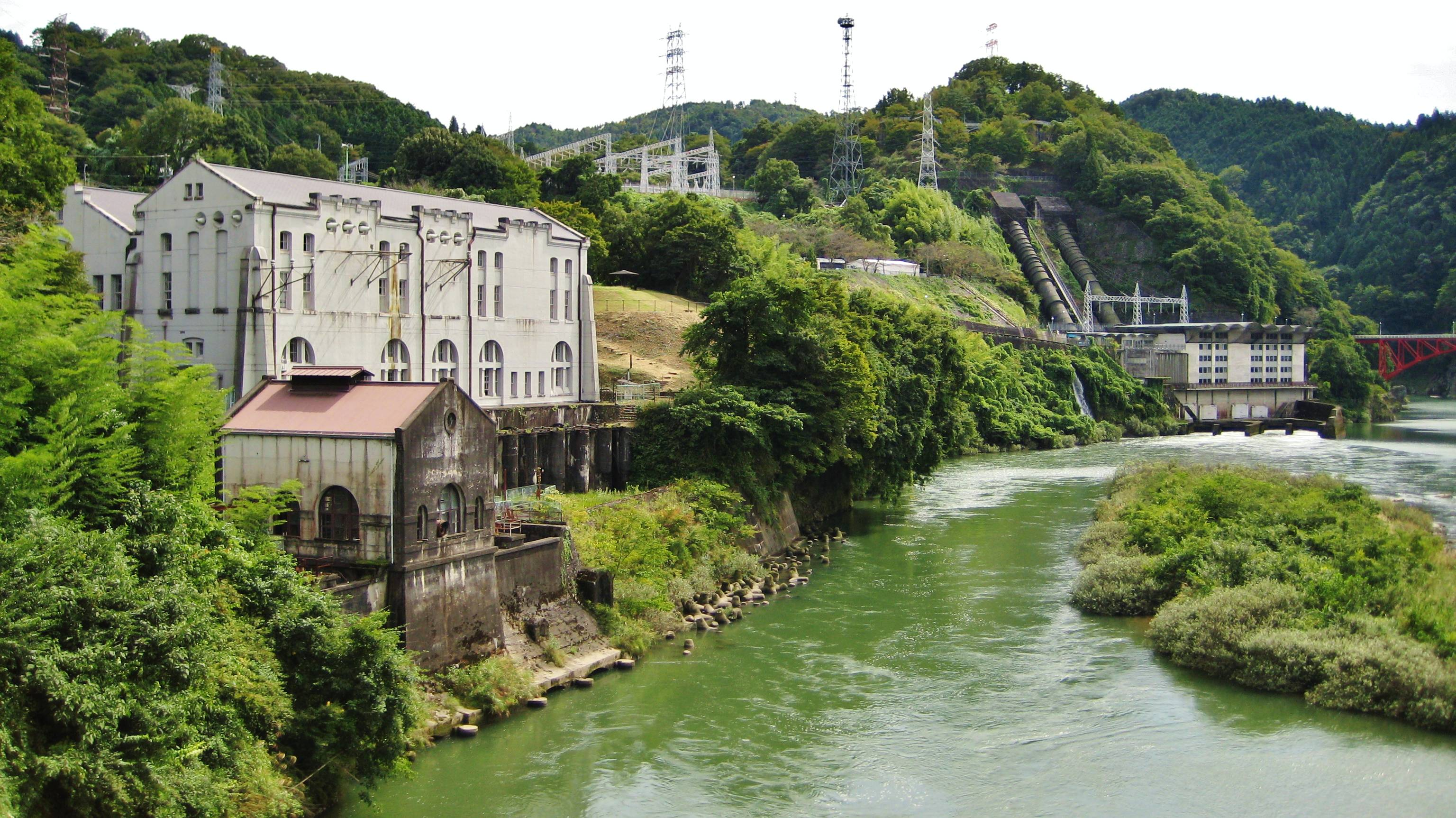
木曽川に面した旧八百津発電所資料館（左）と関西電力丸山発電所（右）
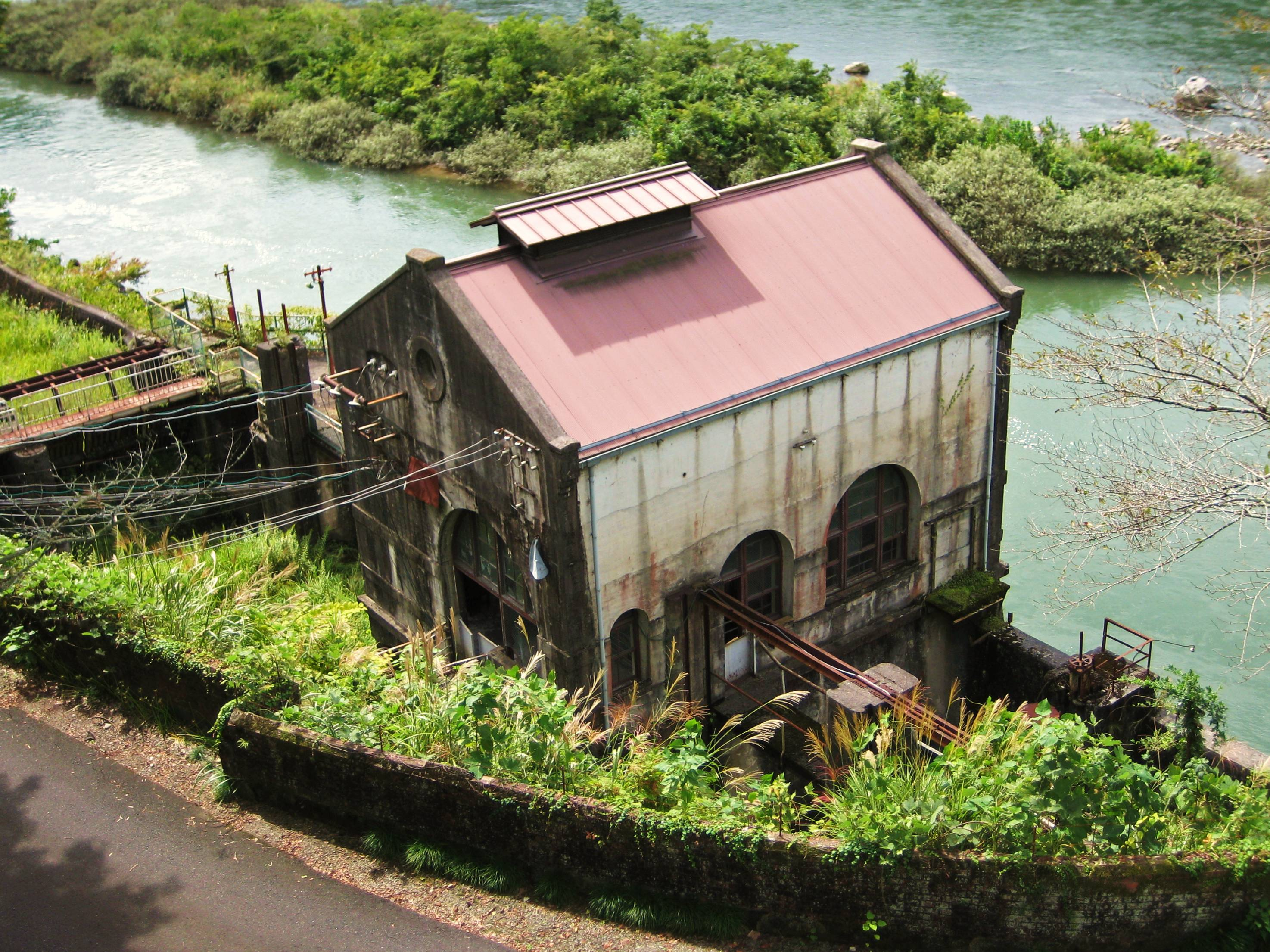
放水口発電所